# Glossocardia obesa
Glossocardia obesa is een tweekleppigensoort uit de familie van de Glossidae. De wetenschappelijke naam van de soort is voor het eerst geldig gepubliceerd in 1843 door Reeve.